# Ситниковское сельское поселение (Тюменская область)
Ситниковское се́льское поселе́ние — муниципальное образование в Омутинском районе Тюменской области Российской Федерации.
Административный центр — село Ситниково.

## История
Статус и границы сельского поселения установлены Законом Тюменской области от 5 ноября 2004 года № 263 «Об установлении границ муниципальных образований Тюменской области и наделении их статусом муниципального района, городского округа и сельского поселения».

## Население
| 2010  | 2011  | 2012  | 2013  | 2014  | 2015  | 2016  |
| ----- | ----- | ----- | ----- | ----- | ----- | ----- |
| 2287  | ↘2284 | ↘2249 | ↘2218 | ↘2204 | ↘2180 | ↘2136 |
| 2017  | 2018  | 2019  | 2020  | 2021  |       |       |
| ↘2112 | ↘2083 | ↘2044 | ↘2002 | ↘1980 |       |       |

## Состав сельского поселения
| № | Населённый пункт | Тип населённого пункта       | Население |
| - | ---------------- | ---------------------------- | --------- |
| 1 | Дмитриевка       | деревня                      | 80        |
| 2 | Медвежка         | деревня                      | 28        |
| 3 | Пиньгина         | деревня                      | 72        |
| 4 | Савинова         | деревня                      | 72        |
| 5 | Ситниково        | село, административный центр | 2003      |
| 6 | Солоновка        | деревня                      | 32        |